# Forze di difesa di Timor Est
Le forze di difesa di Timor Est (in lingua tetum Forcas Defesa Timor Lorosae ed in lingua portoghese Forças de Defesa de Timor Leste) sono la forza armata di Timor Est.